# 鏡なな子
鏡なな子（かがみ ななこ）は、日本の漫画家。
デビュー作となるエッセイ漫画『OLですが、キャバ嬢はじめました』（イーストプレス）を原作とした同名テレビドラマが2016年に放映されている。
後にスポーツニッポンにて「妄想OL」を3年間連載した後、月刊ヤングチャンピオンにて「OLですが、キャバ嬢やってます。」を連載。